# Kvalifikace na Mistrovství světa ve fotbale 2018 – Mezikontinentální baráže
Mezikontinentální baráže kvalifikace na Mistrovství světa ve fotbale 2018 určí zbylé dva účastníky finálového turnaje.

## Formát
Mezikontinentálních baráží se zúčastní čtveřice týmů:
| Konfederace | Umístění                   | Tým         |
| ----------- | -------------------------- | ----------- |
| AFC         | Vítěz baráže o 5. místo    | Austrálie   |
| CONCACAF    | Tým na 4. místě třetí fáze | Honduras    |
| CONMEBOL    | Tým na 5. místě            | Peru        |
| OFC         | Tým na 1. místě třetí fáze | Nový Zéland |

Tyto čtyři týmy byly na hlavním losu kvalifikace rozlosovány do dvojic, ve kterých se v listopadu 2017 utkají systémem doma a venku o zbylá dvě místa na MS 2018. Ze dvojice postoupil tým s lepším sečteným skóre. V případě rovnosti rozhodovalo pravidlo venkovních gólů. Pokud ani to nerozhodlo, následovalo prodloužení, případně penaltový rozstřel.

## Zápasy

### CONCACAF vs. AFC
| Domácí v 1. zápase | Celkem | Hosté v 1. zápase | 1. zápas | 2. zápas |
| ------------------ | ------ | ----------------- | -------- | -------- |
| Honduras           | 1 : 3  | Austrálie         | 0 : 0    | 1 : 3    |

| 10. listopadu 2017 23:00 UTC+1 |               |           |                                                                                         |
| Honduras                       | 0 – 0         | Austrálie | Estadio Olímpico Metropolitano, San Pedro Sula diváci: 38 000 rozhodčí: Orsato D. (Ita) |
|                                | Report (FIFA) |           | Estadio Olímpico Metropolitano, San Pedro Sula diváci: 38 000 rozhodčí: Orsato D. (Ita) |

| 15. listopadu 2017 10:00 UTC+01            |               |                    |                    |
| Austrálie                                  | 3 – 1         | Honduras           | ANZ Stadium Sydney |
| Mile Jedinak 54', 72' ( pen.), 85' ( pen.) | Report (FIFA) | Alberth Elis 90+4' | ANZ Stadium Sydney |

 Austrálie zvítězila celkovým skóre 3 : 1 a postoupila na Mistrovství světa ve fotbale 2018.

### OFC vs. CONMEBOL
| Domácí v 1. zápase | Celkem | Hosté v 1. zápase | 1. zápas | 2. zápas |
| ------------------ | ------ | ----------------- | -------- | -------- |
| Nový Zéland        | 0 : 2  | Peru              | 0 : 0    | 0 : 2    |

| 11. listopadu 2017 4:15 UTC+1 |               |      |                                                                     |
| Nový Zéland                   | 0 – 0         | Peru | Westpac Stadium Wellington diváci: 37 034 rozhodčí: Geiger M. (USA) |
|                               | Report (FIFA) |      | Westpac Stadium Wellington diváci: 37 034 rozhodčí: Geiger M. (USA) |

| 16. listopadu 2017 3:15 UTC+1            |               |             |                                                          |
| Peru                                     | 2 – 0         | Nový Zéland | Estadio Nacional Lima rozhodčí: Clément Turpin (Francie) |
| Jefferson Farfán 27' Christian Ramos 65' | Report (FIFA) |             | Estadio Nacional Lima rozhodčí: Clément Turpin (Francie) |

- Peru zvítězilo celkovým skóre 2 : 0 a postoupilo na Mistrovství světa ve fotbale 2018.